# Phare de l'île Capones
Le phare de l'île Capones  est un phare situé sur l'Île de Capones au large de San Antonio, dans la province de Zambales aux Philippines.
Le phare a été érigé lors de la colonisation espagnole et fait désormais partie du patrimoine culturel philippin comme Important Cultural Property (Philippines) (en).
Ce phare géré par le Maritime Safety Services Command (MSSC), service de la Garde côtière des Philippines (Philippine Coast Guard).

## Description
Ce phare historique guide le trafic maritime venant du nord au nord-ouest vers la baie de Subic et vers le phare de Corregidor à l'entrée de la baie de Manille. Il a été mis en service le 1er août 1890 avec une lentille de Fresnel de premier ordre.
La lanterne d'origine et la lampe ont été remplacées par un système plus moderne alimenté à l'énergie solaire dans le cadre de l'amélioration de la sécurité maritime. Seule la tour a été entièrement rénovée et peinte totalement en blanc avec un liseré rouge. Les bâtiments annexes sont extrêmement détériorés et devraient être restaurés pour devenir un centre de protection de l'environnement.
C'est une tour carrée en maçonnerie, avec galerie en lanterne, de près de 20 m de haut. Il émet, à une hauteur focale de 74 m, un groupe de trois éclats blancs toutes les 15 secondes. Sa portée est de 25 milles nautiques (environ 46 km). Il se possède pas de corne de brume.
Identifiant : ARLHS : PHI-018 ; PCG-.... - Amirauté : F2680 - NGA : 14380.
|          |
| Le phare |

|             |
| La lanterne |

|                                        |
| Localisation de San Antonio (Zambales) |

### Lien connexe
- Liste des phares aux Philippines